# Ideell
Ideell verksamhet är verksamhet som bedrivs utan vinstintresse för ett gott allmännyttigt syfte. Arbetet kan ske i ideella föreningar eller privat, i informella nätverk eller tillfälliga sammanslutningar utan formell status. Direkta privatekonomiska vinster förknippas inte med begreppet, men den ideella verksamheten kan inbegripa medelanskaffning, ibland i forma av företagsverksamhet, och kostnadsersättning och t.o.m. lön kan utbetalas för delar av verksamheten.
Ideella insatser kan vara komplement till andra verksamheter, till exempel skolmormor/skolmorfar, volontärarbete för äldre, diakonala besöksgrupper, akuta räddningsinsatser med mera och i vissa fall har ideellt arbete nästan helt övertagit ansvaret för vissa samhällsfunktioner, såsom stöd till hemlösa och misshandlade kvinnor.